# Onitis alexis
Onitis alexis  (лат.) — вид пластинчатоусых жуков из подсемейства скарабеин. Распространён в Северной Африке и Южной Европе, интродуцирован в Северную Америку. Длиной 15—20 мм. Длительность жизни взрослой особи около 3 месяцев.